# Luperogala
Luperogala là một chi bọ cánh cứng trong họ Chrysomelidae.
Chi này được miêu tả khoa học năm 1989 bởi Medvedev & Samoderzhenkov.

## Các loài
Các loài trong chi này gồm:
- Luperogala mirabilis Medvedev & Samoderzhenkov, 1989
- Luperogala paradoxa Medvedev & Samoderzhenkov, 1989